# Barbadillo del Mercado
Barbadillo del Mercado es un municipio y localidad española de la provincia de Burgos, en la comunidad autónoma de Castilla y León, comarca de Sierra de la Demanda, partido judicial de Salas de los Infantes.

## Geografía
Integrado en la comarca de Sierra de la Demanda, se sitúa a 50 kilómetros de Burgos. El término municipal está atravesado por la carretera nacional N-234, entre los pK 441 y 445, además de por carreteras locales que permiten la comunicación con Contreras y Pinilla de los Moros. 
El relieve del municipio está definido por la presencia del río Arlanza y su afluente el río Pedroso, por algunos cerros aislados que despuntan en la llanura por la que discurren los ríos, y por la sierra del Gayubar, que se alza al sur del territorio. La altitud oscila entre los 1312 metros al sur (pico La Peñota) y los 930 metros a orillas del río Arlanza. El pueblo se alza a 951 metros sobre el nivel del mar. 
| Noroeste: Comunidad de Barbadillo del Mercado, Contreras y Cascajares de la Sierra y Jaramillo Quemado | Norte: Comunidad de Barbadillo del Mercado, Pinilla de los Moros y Salas de los Infantes | Nordeste: Comunidad de Barbadillo del Mercado, Pinilla de los Moros y Salas de los Infantes                  |
| Oeste: Comunidad de Barbadillo del Mercado, Contreras y Cascajares de la Sierra                        |                                                                                          | Este: Comunidad de Barbadillo del Mercado, Pinilla de los Moros y Salas de los Infantes y La Revilla y Ahedo |
| Suroeste: Contreras                                                                                    | Sur: Contreras y Cabeza Alta                                                             | Sureste: La Revilla y Ahedo                                                                                  |

## Medio ambiente
El 39 % de su término (517.39 Hectáreas) queda afectado por la ZEPA Sabinares del Arlanza, donde destacan las siguientes especies: Buitre Leonado (Gyps fulvus); y Alimoche (Neophron percnopterus) .
En 2004 en el municipio se encontró el dinosaurio más alto de Europa, el Europatitan Eastwoodi

## Historia
En el pregón de fiestas dado por el erudito investigador nacido en Covarrubias, D. Basiliso Cuesta, recordó que Barbadillo tiene origen en el nombre de Barba Tello, 
hijo de Tello Barba, capitán de Alfonso III que por sus servicios mereció el valle del Pedroso. El apelativo "del Mercado" es muy probable que tenga el origen en el nombre de Sancho Mercatero, eremita medieval que brilló por su santidad entre los numerosos penitentes que habitaban las cuevas de la comarca. Esto se deduce del Cartulario de Arlanza (912) y del Cartulario de Covarrubias en escritura fechada durante el año 1262.
La leyenda de los siete infantes de Lara se desarrolla también en Barbadillo en uno de los hechos que relata y es citado por D. Ramón Menéndez Pidal en su obra: La leyenda de los infantes de Lara.
Desde finales del siglo XV a finales del siglo XVI, Barbadillo del Mercado vivió una trayectoria bastante convulsa en que se entremezclaban su lucha, primero, contra Lara parar eximirse de la jurisdicción y convertirse en villa y, después, contra la ciudad de Burgos para reafirmar esa jurisdicción. En este marasmo, trataron los Velasco de ganar posiciones y buscaron tener algunos peones en esta villa de Barbadillo del Mercado, en particular, los Santa Gadea, que acabaron por recalar en Salas de los Infantes convirtiéndose en sus mayordomos y ocupando siempre posiciones de confianza, situación que se prolongó hasta finales del siglo XVII. Pero esta visión no sería completa sin considerar el interés de la localidades donde los hijosdalgo eran vecinos. En Villaespasa, la solidaridad del grupo garantizaba la cofradía y el apoyo de los Velasco servía para debilitar la posición de dominio del abad de Arlanza, mucho más fuerte que la que dejaron los Velasco. En Barbadillo del Mercado, la villa contó con un marco relacional útil en sus luchas y pleitos con la ciudad de Burgos y contra la villa de Lara; pasados los pleitos y una vez que la villa se vio en una sólida los hidalgos que pervivieron durante todo el siglo XVII y la primera mitad del siglo XVIII ya no fueron recibidos por los hidalgos y cuando volvieron a solicitarlo, en particular los Heras y algún otro venido de fuera, tras conocer la correspondiente ejecutoria en la Chancillería de Valladolid.
Villa perteneciente al Partido de Can de Muñó, con Alcalde Ordinario,  Jurisdicción de Realengo y 183 vecinos (año 1.770).

"Cuando se va de Salas de los Infantes a Burgos, a la izquierda del camino, en un valle poco fértil, se ve una aldea bastante grande, de esas aldeas serranas que parecen montón confuso de piedras negruzcas y de tejados de color de sangre. Esta aldea es Barbadillo del Mercado. Barbadillo está al pie de una montaña desnuda y gris, pared plomiza poblada por matorrales y carrascas, que después se une con la peña de Villanueva.
La mayoría de las casas de Barbadillo son pequeñas y miserables; pero tiene también el pueblo algunas grandes, antiguas y cómodas."

"por Piedrahita y Pinilla de los Moros alcanzamos a Barbadillo del Mercado (272 habitantes; 12965 hectáreas). El río Pedroso tiene un encantador paisaje. Barbadillo (nombre bastante común entre los caballeros del siglo X) nació o renació hacia el año 900; pueblo presente en el romancero como dominio de la conocida doña Lambra, cuya casa en ruinas enseñan a las afueras. Hay que deambular por la villa contemplando el rollo judicial y la iglesia, típica del siglo XVI española, con tallas notables y ornamentos muy cualificados que sospecho hechura de Marcos de Covarrubias. Tiene una plaza amplia y casona de los Mayorazgos y de los Acuña-Escalona. Junto a la botica, bien conservada, está la casa de doña Victoria ( Fray Valentín se refiere a Doña. MARIQUITA aunque, suponemos por no ser un nombre de su gusto, l " … por Piedrahita y Pinilla de los Moros alcanzamos a Barbadillo del Mercado o ha cambiado por Victoria otro más propio al relato que hemos citado del combate con las tropas franceses) otra fémina de Barbadillo, traída y llevada por la prosa barojiana; doña Victoria, ayudó al sacerdote y guerrillero don Jerónimo Merino transmitiendo información militar de los franceses y lo hizo como correspondía a una señora digna y a un sacerdote.

Cabe destacar muy importante los barrios a los que pertenece Barbadillo, que son La Revilla y Ahedo, dos de los barrios (terradas de Barbadillo).
Según el Itinerario descriptivo militar de España, de 1866, Barbadillo del Mercado contaba con 148 vecinos.  SEGÚN EL DICIONARIO ETIMOLÓGICO DE LOS PUEBLOS DE ESPAÑA,BARBADILLO(los tres de Burgos y el de Salamanca)=Redil o corral del molino.(En la v.burgalesa de Barbadillo del Mercado hubo cinco molinos harineros)(Madoz)
La localidad llegó a contar con una estación de ferrocarril perteneciente a la línea Santander-Mediterráneo, que estuvo operativa entre 1930 y 1985. En la actualidad la antigua línea férrea ha sido reconvertida en una vía verde.

## Demografía
Barbadillo del Mercado cuenta con una población de 133 habitantes (INE 2024).
| Gráfica de evolución demográfica de Barbadillo del Mercado entre 1842 y 2021                                        |
| |
| Población de derecho según los censos de población del INE Población de hecho según los censos de población del INE |

Cabe recordar que el nombre de Barbadillo no tiene nada que ver con Tello Barba y la explicación es mucho más sencilla y menos rebuscada barbadillo significa lugar de molinos y habrá que recordar que en Barbadillo llegó a haber de antiguo unos 7 molinos.

## Folclore
El folclore de Barbadillo se enriquece con la danza del Reinado, verdadero retablo del ritmo, de color y tradición. 
Interesantes es también coplilla sentimental de: Las Lambradas:

«..."Miren la zagala que por la campiña va;
es la más morenita, es la más salada; quiero verla pasar…" ...»

Además es propia de esta villa 
la tonada y danza de La Campiña. Varias agrupaciones de danza la tienen en repertorio.
Celebra las marzas.

## Monumentos
- Ermita de San Juan Bautista.
- Puente del Canto.
- Puente de Barbadillo del Mercado
- Fuente Vieja.
- Ermita del Amparo.
- Convento de Dominicos

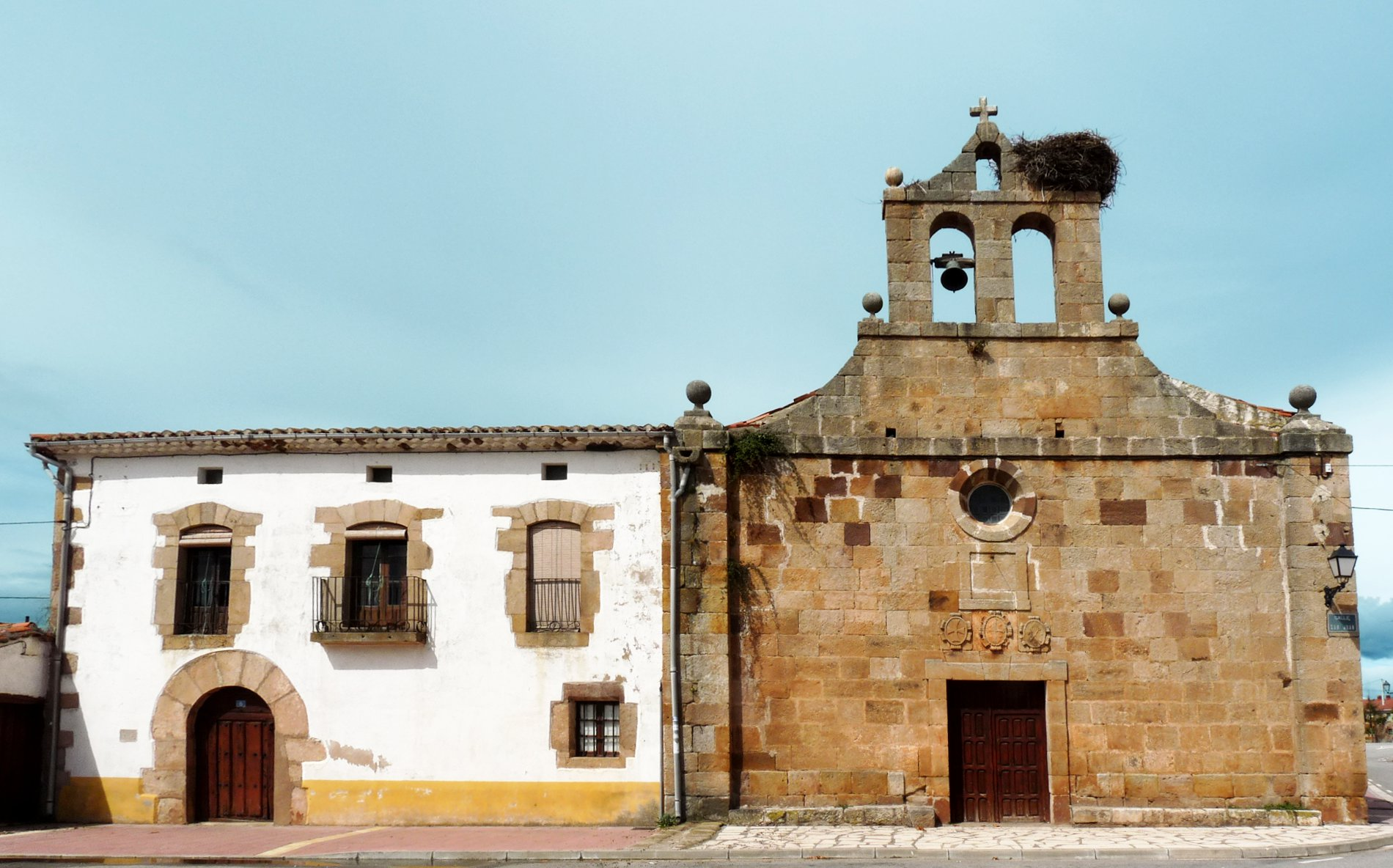
Iglesia de la Trinidad con casa conventual (Convento de los Dominicos)

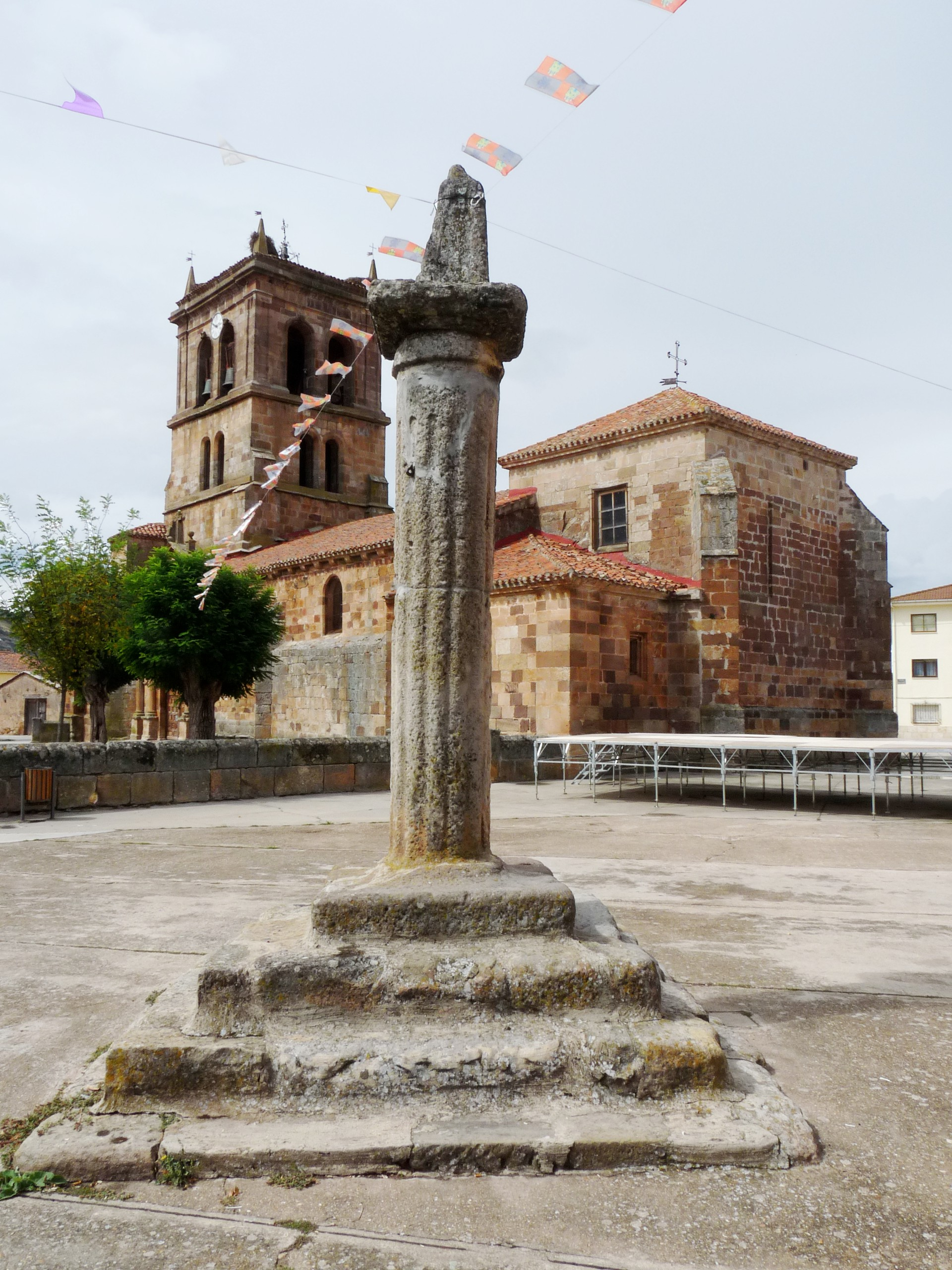
Rollo Jurisdiccional - Barbadillo del Mercado

- Iglesia parroquial de San Pedro Apóstol.
- Casonas: Botica, Casa del Corral o Juan de las Heras, Casa de los Herreros, Casa de los Marañones, Palacio de los Acuña, etc.

Además son de destacar la fuente romana y el Puente del Canto, asimismo romano. Y el Rollo Jurisdiccional de la Plaza Mayor (hay que recordar que en el rollo actualmente hay unos hierros clavados por encima de la cabeza que servían para atar a los reos y además del posible castigo servían de escarnio al resto, por lo que no era para que el juez oyera pleitos y juzgara solamente) y un crucero de piedra a lo largo de la carretera que va a Pinilla de los Moros. Aún considerando la importancia del Convento, Iglesia Parroquial y las casas señoriales (destaca la de los Astudillo), la ermita visigótica de San Juan Bautista es el monumento de mayor relevancia en la villa.